# Friedrich Philipp Carl August Barth
Friedrich Philipp Carl August Barth, född 21 oktober 1775 i Kassel, död 22 december 1804 i Köpenhamn, var en tysk-dansk oboist. Han var son till Christian Samuel Barth och bror till Christian Frederik Barth.
Barth var en högt skattad oboist, som framträdde på konserter redan från 14-årsåldern och anställdes i Det Kongelige Kapel 1789. Från hans hand har, delvis utkommit i tryck, några häften sånger samt konserter för oboe, för flöjt och för valthorn.